# Villa Collemandina
Villa Collemandina é uma comuna italiana da região da Toscana, província de Lucca, com cerca de 1.399 habitantes. Estende-se por uma área de 34 km², tendo uma densidade populacional de 41 hab/km². Faz fronteira com Castiglione di Garfagnana, Pieve Fosciana, San Romano in Garfagnana, Sillano, Villa Minozzo (RE).

## Demografia
| Variação demográfica do município entre 1861 e 2011                               |
|                                                                                   |
| Fonte: Istituto Nazionale di Statistica (ISTAT) - Elaboração gráfica da Wikipedia |